# مروى جوهر
مروى جوهر كاتبة وروائية مصرية، عملت سابقًا كمضيفة طيران، ثم تفرغت للكتابة، كتبت في جريدة الدستور ومجلة العين، وتكتب بشكل دائم في عدة مواقع إلكترونية، درست الإخراج السينيمائي بقصر السينما بالقاهرة وشاركت بالعديد من الأفلام القصيرة والوثائقية . هي كاتبة في جريدة الدستور ومجلة عين. تعلمت الإخراج السينمائي بقصر السينما بالقاهرة.

## كتب
| اسم                                                  | نوع             | دار النشر              | تاريخ | عدد الصفحات | ردمك                 | مصدر   |
| ---------------------------------------------------- | --------------- | ---------------------- | ----- | ----------- | -------------------- | ------ |
| هات م الآخر                                          | كتاب ساخر       | دار نون للنشر والتوزيع | 2013  | 150         | (ردمك 9789776463268) | [ 4 ]  |
| المضيفة 13                                           | قصة             | دار نون للنشر والتوزيع | 2015  | 270         | (ردمك 9789777780018) | [ 5 ]  |
| يحدث ليلاً في الغرفة المغلقة: مستوحاة من أحداث حقيقية | رواية - أدب رعب | دار دون للنشر والتوزيع | 2018  | 385         | (ردمك 9789778070959) | [ 7 ]  |
| منزل التعويذة                                        | رواية           | دار دون للنشر والتوزيع | 2019  | 226         | (ردمك 9789778061260) | [ 8 ]  |
| النوم الأسود                                         | رواية           | دار دون للنشر والتوزيع | 2020  | 284         | (ردمك 9789778061772) | [ 9 ]  |
| عمارة آل داوود                                       | رواية           | دار دون للنشر والتوزيع | 2021  |             |                      | [ 10 ] |